# Dichaea ecuadorensis
Dichaea ecuadorensis är en orkidéart som beskrevs av Rudolf Schlechter. Dichaea ecuadorensis ingår i släktet Dichaea och familjen orkidéer.
Artens utbredningsområde är Ecuador. Inga underarter finns listade i Catalogue of Life.